# Java Persistence API
Java Persistence API (JPA), od roku 2019 nazývaný Jakarta Persistence, je standard programovacího jazyka Java, který umožňuje objektově relační mapování (ORM). To usnadňuje práci s ukládáním objektů do databáze a naopak. Je určen jak pro Java SE, tak pro Java EE/Jakarta EE.

## Entity
Entita je objekt, který reprezentuje data v databázi. Typicky entitní třída reprezentuje tabulku v relační databázi a každá instance této třídy pak koresponduje k jedné řádce tabulky.

### Požadavky pro entitní třídu
Aby mohly být entity persistovány, musí mít entitní třída následující vlastnosti:
- Musí být anotována anotací javax.persistence.Entity
- Musí mít public nebo protected konstruktor bez parametrů. Může ale mít i další konstruktory.
- Nesmí být deklarována jako final. To platí i pro její metody.
- Pokud session beana bude pracovat s instancemi této třídy a bude typu Remote, potom tato entitní třída musí implementovat interface Serializable
- Může dědit z entitní i ne-entitní třídy.
- Její atributy musí být deklarovány jako private, protected nebo package-private a lze k nim přistupovat pouze přes metody (gettery a settery).

### Povolené typy atributů
Aby mohla být entita uložena do databáze, musí mít atributy pouze následujících typů:
- primitivní typy
- java.lang.String
- Wrapper třídy primitivních typů
- java.math.BigInteger
- java.math.BigDecimal
- java.util.Date
- java.util.Calendar
- java.sql.Date
- java.sql.Time
- java.sql.TimeStamp
- byte[]
- Byte[]
- char[]
- Character[]
- Enumerační typy
- Jiné entity a/nebo kolekce entit
- Třídy s anotací Embeddable

### Životní cyklus entity
Každá entita má svůj určitý stav, ve kterém se nachází. Ten je rozhodnut instancí třídy EntityManager. Entita se pohybuje mezi jednotlivými stavy vždy po provedení určité akce EntityManagerem. Startovním stavem entity je vždy New/Transient, žádný stav není konečný. Všechny stavy entity a hrany mezi nimi vystihuje následující graf:

### Multiplicity
Existují 4 typy multiplicit v entitních třídách:
- One-to-one: instance má referenci na jednu entitu jiné třídy.
- One-to-many: instance má reference na množinu instancí jiné třídy.
- Many-to-one: více instancí má referenci na jednu instanci jiné třídy.
- Many-to-many: více instancí má reference na instance jiné třídy.

Dále existují 2 typy direction:
- Unidirectional: instance má referenci na jiný objekt, ten ovšem nemá referenci zpět.
- Bidirectional: instance má referenci na jiný objekt a ten má také referenci zpět. Vidí se navzájem.

## Persistence Context
Entity jsou spravovány objektem třídy EntityManager. Chceme-li ho získat v SessionBeaně, musíme deklarovat atribut typu EntityManager a anotovat ho pomocí PersistenceContext.

### Základní metody EntityManageru pro práci s objekty
Předpokládejme, že máme definován EntityManager s názvem em a entitu s názvem entita:
- em.persist(entita): uloží objekt entita do databáze (operace INSERT)
- em.remove(entita): smaže objekt entita z databáze (operace DELETE)
- em.merge(entita): entita byla persistována, ale následně byla změněna. Po operaci merge se tyto změny projeví v databázi (operace UPDATE).
- em.find(class,id): vrátí objekt v tabulce, která koresponduje s class a má primární klíč id (operace SELECT)

## Transakce
Veškeré operace spojené s přístupem do databáze (operace INSERT, DELETE, UPDATE apod.) jsou prováděny uvnitř metod v Enterprise Java Beanách pomocí instance třídy EntityManager. Celá tato metoda je pak brána jako jedna ACID transakce. To mimo jiné znamená, že pokud dojde k provedení celé metody bez vyhození výjimky, bude zavoláno commit a celá transakce se potvrdí. Naopak, pokud dojde k vyhození výjimky, je zavoláno rollback a co se doposud provedlo bude vráceno a databáze tak zůstane v původním konzistentím stavu.
Nicméně je také možné se starat o transakce ručně:
```
    
@PersistenceContext

    
private
 
EntityManager
 
em
;

    
public
 
void
 
foo
(){

        
EntityTransaction
 
ut
=
null
;

        
try
{

            
ut
=
em
.
getTransaction
();

            
ut
.
begin
();

            
//do work

            
ut
.
commit
();

        
}
 
catch
(
Exception
 
ex
){

            
ut
.
rollback
();

        
}
 

    
}

```

## Java Persistence Query Language
EntityManager umí vytvářet dotazy podobné SQL dotazům. Využívá se zde ovšem Java Persistence Query Language, což je jazyk podobný SQL a jeho použití má tu výhodu, že dotazy jsou nezávislé na zvolené technologii databáze (Oracle, Microsoft…). Navíc mají objektové vlastnosti, takže v dotazech nezmiňujeme konkrétní názvy tabulek databáze či jejich vlastností, nýbrž v dotazech uvádíme přímo názvy tříd/atributů, k porovnávání můžeme využívat i referencí objektů.

## Implementace JPA
Java Persistence API je pouze specifikací, nicméně není to samotná implementace, která by se dala použít. Mezi implementace JPA patří tyto produkty:
- EclipseLink
- Hibernate
- Oracle Toplink
- OpenJPA

## Příklad
Máme majitele (Owner), který může mít několik aut (Car). Dále předpokládejme, že každé auto může mít vždy pouze jednoho majitele a že u auta je majitel uveden (použijeme biderectional relationship - oboustranný vztah).

### TřídaOwner
```
@Entity

public
 
class
 
Owner
 
implements
 
Serializable
 
{

    
private
 
static
 
final
 
long
 
serialVersionUID
 
=
 
1L
;

    
@Id

    
@GeneratedValue
(
strategy
 
=
 
GenerationType
.
AUTO
)

    
private
 
Long
 
id
;

    
private
 
String
 
name
;

    
@OneToMany
(
mappedBy
 
=
 
"owner"
)

    
private
 
List
<
Car
>
 
car
;

    
public
 
List
<
Car
>
 
getCar
()
 
{

        
return
 
car
;

    
}

    
public
 
void
 
setCar
(
List
<
Car
>
 
car
)
 
{

        
this
.
car
 
=
 
car
;

    
}

    
public
 
String
 
getName
()
 
{

        
return
 
name
;

    
}

    
public
 
void
 
setName
(
String
 
name
)
 
{

        
this
.
name
 
=
 
name
;

    
}

    
public
 
Long
 
getId
()
 
{

        
return
 
id
;

    
}

    
public
 
void
 
setId
(
Long
 
id
)
 
{

        
this
.
id
 
=
 
id
;

    
}

    
@Override

    
public
 
int
 
hashCode
()
 
{

        
int
 
hash
 
=
 
0
;

        
hash
 
+=
 
(
id
 
!=
 
null
 
?
 
id
.
hashCode
()
 
:
 
0
);

        
return
 
hash
;

    
}

    
@Override

    
public
 
boolean
 
equals
(
Object
 
object
)
 
{

        
if
 
(
!
(
object
 
instanceof
 
Owner
))
 
{

            
return
 
false
;

        
}

        
Owner
 
other
 
=
 
(
Owner
)
 
object
;

        
if
 
((
this
.
id
 
==
 
null
 
&&
 
other
.
id
 
!=
 
null
)
 
||
 
(
this
.
id
 
!=
 
null
 
&&
 
!
this
.
id
.
equals
(
other
.
id
)))
 
{

            
return
 
false
;

        
}

        
return
 
true
;

    
}

    
@Override

    
public
 
String
 
toString
()
 
{

        
return
 
"Owner[id="
 
+
 
id
 
+
 
"]"
;

    
}

}

```

### TřídaCar
```
@Entity

public
 
class
 
Car
 
implements
 
Serializable
 
{

    
private
 
static
 
final
 
long
 
serialVersionUID
 
=
 
1L
;

    
@Id

    
@GeneratedValue
(
strategy
 
=
 
GenerationType
.
AUTO
)

    
private
 
Long
 
id
;

    
private
 
String
 
color
;

    
@ManyToOne

    
private
 
Owner
 
owner
;

    
public
 
String
 
getColor
()
 
{

        
return
 
color
;

    
}

    
public
 
void
 
setColor
(
String
 
color
)
 
{

        
this
.
color
 
=
 
color
;

    
}

    
public
 
Owner
 
getOwner
()
 
{

        
return
 
owner
;

    
}

    
public
 
void
 
setOwner
(
Owner
 
owner
)
 
{

        
this
.
owner
 
=
 
owner
;

    
}

    
public
 
Long
 
getId
()
 
{

        
return
 
id
;

    
}

    
public
 
void
 
setId
(
Long
 
id
)
 
{

        
this
.
id
 
=
 
id
;

    
}

    
@Override

    
public
 
int
 
hashCode
()
 
{

        
int
 
hash
 
=
 
0
;

        
hash
 
+=
 
(
id
 
!=
 
null
 
?
 
id
.
hashCode
()
 
:
 
0
);

        
return
 
hash
;

    
}

    
@Override

    
public
 
boolean
 
equals
(
Object
 
object
)
 
{

        
if
 
(
!
(
object
 
instanceof
 
Car
))
 
{

            
return
 
false
;

        
}

        
Car
 
other
 
=
 
(
Car
)
 
object
;

        
if
 
((
this
.
id
 
==
 
null
 
&&
 
other
.
id
 
!=
 
null
)
 
||
 
(
this
.
id
 
!=
 
null
 
&&
 
!
this
.
id
.
equals
(
other
.
id
)))
 
{

            
return
 
false
;

        
}

        
return
 
true
;

    
}

    
@Override

    
public
 
String
 
toString
()
 
{

        
return
 
"Car[id="
 
+
 
id
 
+
 
"]"
;

    
}

}

```

### Session Bean
```
@Stateless

public
 
class
 
ExampleEjbBean
 
implements
 
ExampleEjbLocal
 
{

    
@PersistenceContext

    
EntityManager
 
em
;

    
public
 
void
 
saveOwner
(
Owner
 
owner
)
 
{

        
em
.
persist
(
owner
);

    
}

    
public
 
Owner
 
getOwner
(
Long
 
id
)
 
{

        
return
 
(
Owner
)
 
em
.
find
(
Owner
.
class
,
 
id
);

    
}

}

```